# Curzio Malaparte
Curzio Malaparte (Prato, 9 de junio de 1898 - Roma, 19 de julio de 1957), nacido Kurt Erich Suckert fue un periodista, dramaturgo, escritor de relato corto, novelista y diplomático italiano. El apellido elegido para firmar sus obras, que utilizó desde 1925 y significa literalmente 'de mal lugar', es un juego de palabras con Buonaparte, en referencia a Napoleón Bonaparte. La obra literaria de Curzio Malaparte es una de las más representativas de la Italia del siglo XX. Los artículos de Malaparte han aparecido en muchas publicaciones literarias de prestigio en Francia, el Reino Unido, Italia y los Estados Unidos.

## Infancia y primera militancia política
- "En el concepto de los toscanos, todo el que no es un hombre libre es un tonto. (...) Mayor suerte sería si en Italia hubiera más toscanos y menos italianos. (...) Toscana era el único país del mundo que era un "hogar": el resto de Italia, y Francia, Inglaterra, España, Alemania, eran repúblicas, monarquías, imperios, no "hogares". (...) Los toscanos tienen la costumbre de no saludar nunca a nadie primero, ni siquiera en el cielo. Y esto, incluso Dios lo sabe. verás que Él te saludará primero".

(de Malditos toscanos)
Kurt Erich Suckert nació en Prato de madre italiana (Edda Perelli de Milán) y del tintorero sajón Erwin Suckert. Tercer hijo de siete hermanos, poco después de su nacimiento fue confiado a la familia trabajadora de Milziade Baldi y su esposa Eugenia, donde permaneció unos años. Siempre tuvo una mala relación con su padre alemán.
Después de la escuela obligatoria asistió a la escuela secundaria clásica Cicognini en Prato, la misma a la que asistió Gabriele D'Annunzio, con cuya obra literaria y política mantendrá una relación de amor-odio. El joven Suckert había criticado el estilo y la retórica de D'Annunzio, y el viejo "Vate" le envió solo una carta, que fue su único contacto directo (con motivo de la publicación de Aventuras de un capitán desgraciado en 1928), en que dice de buen humor:
- "Se que me quieres; y que tu rebelión exaspera tu amor. Con tu franqueza y tu destreza, con tu furia y tu descontento, ¿a qué otro hombre podrías amar, hoy, en el mundo?"

(Carta de D'Annunzio a Malaparte)
Su primera militancia política fue, desde muy joven, como simpatizante anarquista y luego como activista del Partido Republicano Italiano. En su vida también formó parte de la masonería, habiendo sido iniciado en la Orden Masónica Mixta e Internacional Le Droit Humain. No sabemos si salió por voluntad propia o si fue expulsado por algún motivo, sin embargo, es cierto que posteriormente Malaparte solicitó el reingreso al Gran Maestre Nacional Valentino Di Fabio, quien, sabiendo por el propio Malaparte que el motivo era tener que hacerse pasar por francmasón activo porque le era útil para una misión de espionaje a favor del fascismo, se lo negó. El 28 de mayo de 1924, sin embargo, fue admitido en la logia "Nacional", perteneciente a la Gran Logia de Italia, directamente en obediencia al gran maestro Raoul Palermi. Inmediatamente recibió calificaciones y aceptó el rito escocés, y ni siquiera salió cuando el fascismo prohibió la organización.

## Voluntario en la Primera Guerra Mundial

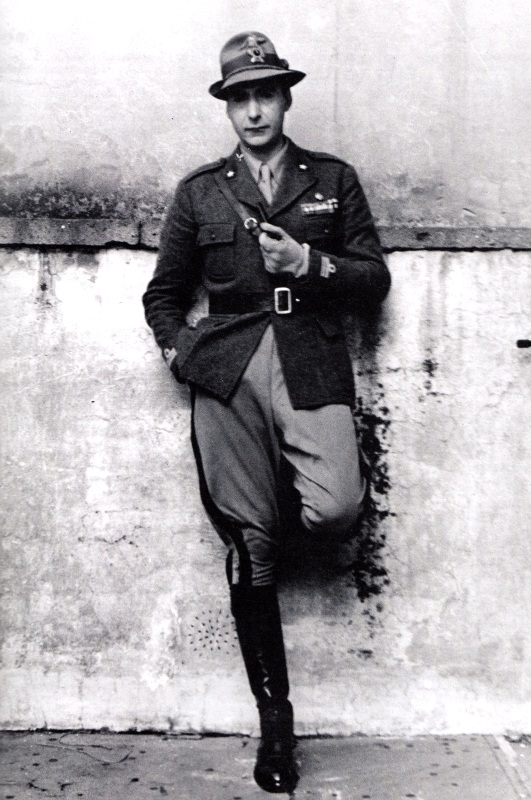
Curzio Malaparte con el uniforme de los cazadores alpinos

Con el estallido de la Primera Guerra Mundial (1914), decidió, a los dieciséis años, partir como voluntario al frente, junto a su hermano Alessandro. Como Italia era neutral, se alistó en la Legión Garibaldina, que más tarde formaría parte de la Legión Extranjera Francesa. En 1915 Italia también entró en guerra y Kurt Suckert pudo alistarse como soldado de infantería, posteriormente segundo teniente, del Ejército Real; luchó en el Col di Lana y en Francia con la brigada de infantería "Cacciatori delle Alpi" (estacionada en Spoleto), donde fue condecorado con una medalla de bronce por su valor militar. En Francia, (Bligny, 1918) fue el protagonista de un trágico hecho que marcaría su carácter a lo largo de su vida: uno de sus compañeros, el subteniente Nazareno Iacoboni (Rieti, Medalla de Plata en el VM), fue alcanzado por una granada alemana, siendo destrozado por la explosión. El segundo teniente Iacoboni tuvo la desgracia de no morir instantáneamente. Después de un día de dolor indescriptible e insoportable, Curzio Malaparte, íntimo amigo de su compañero, además de valiente y generoso, siguiendo las urgentes peticiones del propio Iacoboni y dada la irreparabilidad de sus heridas, lo remató de un tiro. El trágico episodio fue narrado más tarde por el escritor de "Mamma Marcia", en particular en una conversación imaginaria con su madre moribunda. Al regresar a Francia después de la derrota de Caporetto, en 1918 su pelotón sufrió un ataque químico por parte del ejército imperial alemán, y sus pulmones fueron severamente dañados por el gas mostaza. Sin embargo, el hospital donde fue hospitalizado fue bombardeado y el joven Suckert se salvó saltando por una ventana. Luego estudió en la Universidad de La Sapienza, en Roma.

## Literatura de guerra
Inmediatamente después de la guerra intentó publicar su primer libro, con el nombre de Curzio Erich Suckert, ¡Viva Caporetto !, un ensayo-novela sobre la guerra, que veía a la corrupta Roma como el principal enemigo a combatir. Tras la redacción de la obra, en 1919 se inició su actividad periodística. Su primera obra, después de haber sido rechazada por muchos editores (incluido su amigo Giuseppe Prezzolini), se publicó por primera vez a expensas del autor en Prato en 1921 e inmediatamente fue incautada por "desprecio a las fuerzas armadas", debido al título provocativo que elogiaba la derrota de Caporetto, y luego reeditado con el nuevo título La revuelta de los santos malditos el mismo año.
En la ruta del Caporetto, el futuro Malaparte no ve la cobardía de los soldados, sino la incompetencia de los altos mandos y la rebelión de las tropas ante una guerra mal conducida, que hasta ese momento había costado la vida a 350.000 italianos. Caporetto, por tanto, según Malaparte, debe considerarse como el comienzo de una revolución italiana, similar a la rusa, que sin embargo se extinguió inmediatamente por falta de líderes que supieran dirigirla. En el libro, Malaparte argumentó que la vieja clase dominante debería ser reemplazada por la generación más joven de la burguesía, "esos buenos oficiales de las trincheras, los franciscanos, los pastores del pueblo", que después de la guerra en gran medida se adhirieron al fascismo, como por otra parte hará el propio Malaparte.
Celebró las figuras de los intervencionistas de izquierda como los iniciadores de la nueva era:
- "Los precursores e iniciadores del fascismo son los mismos, republicanos y sindicalistas, que primero habían levantado al pueblo contra el socialismo deprimente y repudiado y habían querido e implementado, con Filippo Corridoni, las huelgas generales de 1912 y 1913".

(Curzio Malaparte)

## Adhesión al fascismo
- «No se puede pintar el retrato de Mussolini sin retratar al pueblo italiano. Sus cualidades y defectos no son los suyos: son las cualidades y defectos de todos los italianos. El llamar malvado de Mussolini es legítimo: pero es llamar malvado del pueblo italiano (...) Su voz es cálida, grave, pero delicada. Una voz que a veces tiene acentos femeninos extraños y profundos, algo morbosamente femenino. (...) Tenía en la mano una rosa de color carne. Mussolini siempre tiene una rosa apretada con delicadeza en el puño ... Ese gesto de Oscar Wilde, ese gesto, en cierto sentido byroniano, ese gesto decadente, me inquietaba. No conoce el valor, el significado de ese gesto suyo, de esa rosa suya. El día que le disparen, me gustaría estar allí para poner una rosa en su mano encogida. No insultarlo, faltarle el respeto: no. No me gusta faltarle el respeto a los muertos".

(Malaparte describe al Duce)

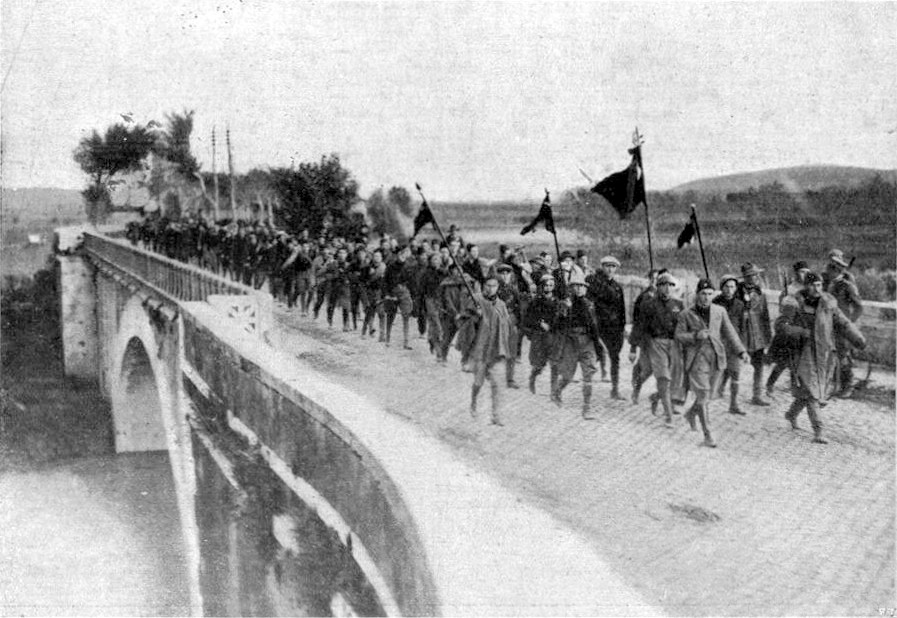
Ponte Salario. Escuadrones fascistas cerca de Roma durante la marcha de 1922, en la que Malaparte parece haber participado en persona como la camisa negra de los escuadrones (la participación es controvertida)

Ya desde 1920 Malaparte se había sumado al recién nacido movimiento fascista de Benito Mussolini y se cree que en octubre de 1922 participó en la Marcha sobre Roma. Hay opiniones encontradas sobre la participación real de Malaparte en la Marcha: según Luigi Martellini "en 1922 Malaparte participó en la marcha sobre Roma con los equipos florentinos como lugarteniente del cónsul Tamburini". Según Maurizio Serra, sin embargo, no hubo participación de su parte en ese evento: "no participa en la marcha sobre Roma, que será reprochada por los puros y duros del partido, llevándolo a argumentar lo contrario, excepto para restablecer la verdad en los memoriales defensivos de 1945-46". En 1923 tuvo lugar el famoso duelo contra Ottavio Pastore. Al año siguiente se convirtió en el director editorial de varias editoriales, incluida La Voce de Prezzolini. Entró en la vida mundana, practicando deportes (a pesar de no siempre tener buena salud), como la esgrima y el ciclismo, y duelos.
A raíz del crimen Matteotti, Malaparte fue uno de los más fervientes partidarios de las "escuadras intransigentes" regimentadas, tanto que se dejó utilizar en la maniobra de desvío probablemente organizada antes del crimen: invocar el estado de ira por la muerte del fascista Bonservizi en París, como excusa para atacar a Matteotti. En el otoño de 1924, al escritor se le encomendó la tarea de comunicar a los investigadores que el secuestro de Matteotti se habría llevado a cabo para interrogar al diputado socialista sobre el asesinato de Nicola Bonservizi, responsable de los fasces italianos en Francia asesinados por el anarquista Ernesto Bonomini, de quien se sospechaba en los círculos fascistas que era el director: Malaparte se presentó a la policía, como inspector a cargo del Partido, el 24 de septiembre de 1924, apoyando esta versión. Después intervino como testigo de la defensa en el juicio de Chieti, con un testimonio que se consideró parte de una mala dirección, a favor del grupo responsable del secuestro, liderado por Amerigo Dumini y el grupo fue condenado por homicidio involuntario en esa ocasión.
En 1924 fundó el periódico romano La Conquista dello Stato (La Conquista del Estado), título que inspiraría a Ramiro Ledesma Ramos el de su semanario La Conquista del Estado. Como miembro del Partido Nacional Fascista fundó varios periódicos, dirigió dos de ellos, colaboró en otros a través de sus artículos y ensayos, y escribió numerosos libros desde comienzos de los años 20. Representaba la corriente "revolucionaria" del régimen, como el Selvaggio de Mino Maccari y los Futuristas de Marinetti. Malaparte estuvo entre los que apoyaron a Mussolini cuando, en su discurso del 3 de enero de 1925, anunció la suspensión de las libertades democráticas y la promulgación de las "leyes fascistas". También en 1925 fue uno de los signatarios del Manifiesto de los Intelectuales Fascistas de Giovanni Gentile y se unió al Partido Nacional Fascista.
Este período de entreguerras fue tumultuoso, entremezclado con amores y duelos (en particular con el socialista Pietro Nenni y el futurista Mario Carli). Posteriormente, inició una carrera diplomática que lo llevó a Varsovia, pero que abandonó por el periodismo y la literatura.
Luego teoriza el movimiento "Strapaese" con Leo Longanesi y Mino Maccari (pero al mismo tiempo, con Massimo Bontempelli, también su opuesto, que es el movimiento "Stracittà"). En 1926 fundó, junto con Massimo Bontempelli (1878–1960), la publicación trimestral 900. Más tarde se convirtió en coeditor de Fiera Letteraria (1928–1931) y uno de los editores de La Stampa en Turín.
Malaparte fue uno de los "ideólogos" del fascismo popular, como Gentile lo había sido en un nivel filosófico, en particular del llamado "fascismo de izquierda", con ambiciones revolucionarias y al que se adhirieron muchos nombres futuros del antifascismo, como Elio Vittorini.
Resumió en sí mismo los elementos tradicionales y campesinos -agrarios - precisamente Strapaese, que es el fascismo más populista y la actitud antiextranjera, que también se opuso a las demoliciones de los pueblos y barrios medievales antiguos en los centros urbanos como decidió, por ejemplo, el duce en Roma, criticando con sus caricaturas satíricas las directivas oficiales del fascismo junto con su giro dictatorial - y las vinculadas a la modernidad y la industrialización (Stracittà, que quería desprovincializar la cultura italiana y apoyaba la relación entre el fascismo y el mundo moderno), elementos opuestos que, además, se presentan en la misma personalidad contradictoria de Mussolini. Para Malaparte, el fascismo era a la vez "contrarreforma" y revolución, y los fascistas eran "jacobinos con camisa negra", como definió en Técnica del golpe de Estado.
- "La Revolución de Octubre [ed: revolución fascista de 1922] no puede ni debe repetir los errores del Risorgimento, que terminó mal en el compromiso antirrevolucionario de los años setenta, que preparó el regreso al poder a través del liberalismo, la democracia, el socialismo, de aquellos elementos borbones, gran ducales, austriacos y papales que siempre habían luchado y maldecido a la idea y los héroes del Risorgimento. El fascismo debe continuar su fatal camino revolucionario sin dudarlo".

(de L'Impero, 18 de abril de 1923)
Piero Gobetti, incluso como adversario, reconoció su talento y le escribió el prefacio del ensayo que quería publicar, Italia barbara ("Edizioni Gobetti", Turín 1925); Gobetti lo llamó "la mejor pluma del régimen". El autor firmó el ensayo como Curzio Malaparte Suckert: de hecho, siguiendo el ejemplo de un libreto del siglo XIX (I Malaparte y Bonaparte en el primer centenario de un Malaparte-Bonaparte) e italianizando su nombre de bautismo alemán, decidió, en diciembre de 1925, firmar únicamente como Curzio Malaparte, que desde entonces se convirtió en su nombre artístico. También cambió su estado civil en 1925 a Curzio Malaparte después de haber leído un panfleto de 1869 titulado I Malaparte e i Bonaparte. Malaparte dijo, sobre su seudónimo: "Napoleón se llamaba Bonaparte, y terminó mal: mi nombre es Malaparte y terminaré bien". Su nuevo nombre se inscribe en el registro civil mediante decreto del 15 de abril de 1937. Sus documentos de identidad ya no mencionarán a Kurt Suckert, sino a Curzio Malaparte. “Malaparte es mi estandarte. Este cambio simbólico marcará definitivamente su pertenencia a la línea de los toscanos, en su compañía, se come "la hierba del ridículo en ensalada". También dice que pertenece al linaje de Filippo Lippi. También dice que nació como Filippino Lippi, y del linaje de Marsilio Ficino. Su gusto por las crónicas le viene de leer a Bocaccio, Dino Compagni y especialmente a Franco Sacchetti, a quien amaba sobre todo. Sacchetti es el autor de Il trecento novelle (Trescientos cuentos) agrupados en Opere. Un análisis más técnico permitiría identificar las raíces literarias de su gusto, que atraviesa a Dostoievski y Nietzsche, para encontrar el mundo lleno de savia y humor, pero desgrasado, seco y sin manchas de las novelas de Franco Sacchetti y de Boccaccio: ambos inmersos en la crónica, la observación, el relato de hechos sin juicios preconcebidos, donde la farsa se codea con la tragedia y donde está prohibido tomar nada en serio."
En 1929 viajó a la Unión Soviética, donde conoció a Stalin, Maxim Gorky y Mayakovsky.

## Distanciamiento del régimen fascista y confinamiento
Durante el fascismo comenzó a distanciarse porque el régimen, que había instaurado la dictadura el 3 de enero de 1925, comenzó a defraudar las esperanzas de revolución social que originalmente lo habían atraído.
De 1928 a 1933 fue codirector de la "Feria Literaria" y en 1929 fue nombrado director del periódico "La Stampa" de Turín, llamando a Mino Maccari como redactor jefe. En 1931 Malaparte publicó en París, en francés, el libro Tecnica del coup d'etat (traducido en Italia sólo en 1948), reconocido como un ataque profundo a Hitler (en el gobierno en 1933) y Mussolini, refiriéndose al golpe de Múnich y encubiertamente a la marcha sobre Roma.

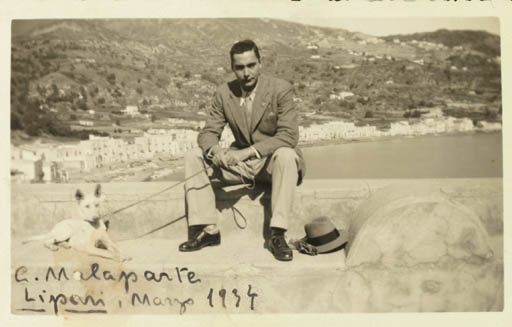
En 1934, durante el exilio en Lipari.

La Técnica del golpe de Estado, obra con una ambigua interpretación maquiavélica, fue considerada en general como una invitación a la conquista violenta del poder mediante el derrocamiento del Estado, aunque Malaparte afirmó, por el contrario, que su intención era llevar a cabo un análisis técnico a efectos de la defensa del propio Estado. Al estar en la era fascista, se leyó como una obra subversiva, que revelaba lo que había hecho Mussolini desde 1922 a 1925 y que fomentaba implícitamente el derrocamiento del propio gobierno fascista. Mussolini realmente apreció el libro, pero lo prohibió para no irritar a Alemania. El libro refleja que Malaparte no aprueba el racismo científico nazi contra los judíos y desconfía del nacionalsocialismo.
- "La táctica de Mussolini para apoderarse del Estado sólo podía ser la de un marxista. Hitler es un austriaco regordete, con su bigote descansando como un nudo de mariposa debajo de su nariz. Su héroe es Julio César con traje tirolés".

(Técnica del golpe de estado)
Por la irreverencia del libro y el carácter individualista de sus escritos, así como porque se sospechaba que simpatizaba con la "fronda" cercana a Giuseppe Bottai y otros fascistas de izquierda (luego reunidos en crítica fascista), fue definitivamente retirado, a fines de enero de 1931, del diario La Stampa.
El 17 de octubre de 1933 Malaparte fue arrestado y encarcelado en la prisión de Regina Coeli por orden de Mussolini y expulsado del Partido Nacional Fascista. La historia es bien conocida: a pesar de haber publicado una hagiografía de Italo Balbo en 1931, Malaparte había intentado dañarle, escribiendo, en varias cartas a amigos y periodistas, que Balbo estaba conspirando contra Mussolini. Sabiendo esto, Balbo fue a Mussolini y consiguió su arresto por parte del dictador. Después de un mes de prisión, Malaparte fue condenado a cinco años de reclusión en la isla de Lipari; pero ya en el verano de 1934 obtuvo el traslado con estancia obligatoria, pero en condiciones privilegiadas, en dos famosos complejos turísticos: en Ischia y luego en Forte dei Marmi. Durante este período, también continuó publicando una serie de artículos en el Corriere della Sera bajo el seudónimo de "Candido". Su vida en el encierro terminó pronto, después de dos años y medio.

## Casa Malaparte. Amistad con Ciano y otras relaciones

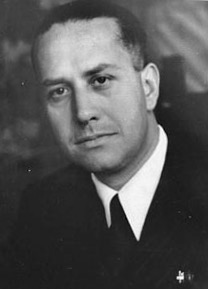
Galeazzo Ciano, amigo de Malaparte, yerno y canciller de Mussolini, que acabará fusilado por condena en el juicio de Verona en 1944, por "traición" del Gran Consejo.

Pasó el período de encierro con su pareja, llamada en sus libros "Flaminia", una noble piamontesa casada. A Malaparte se le atribuyeron varias amantes, una terminó suicidandose.
Sólo gracias a la intervención de Galeazzo Ciano, su amigo y canciller, Malaparte pudo volver a la libertad mucho antes del final de su condena, trabajando como corresponsal del Corriere della Sera, aunque supervisado por la OVRA.
En 1936 mandó construir en Capri la genial "Casa Malaparte", a partir de un proyecto del arquitecto Adalberto Libera; esta residencia, la casa de un verdadero artista, encaramada en un acantilado con vistas al mar, se convirtió a menudo en un lugar de encuentro de artistas e intelectuales, uno de los salones sociales más exclusivos de la época. Mientras tanto, fundó y dirigió la revista Prospettive (Serie I: 1937-1939; Serie II: 1939-1943).

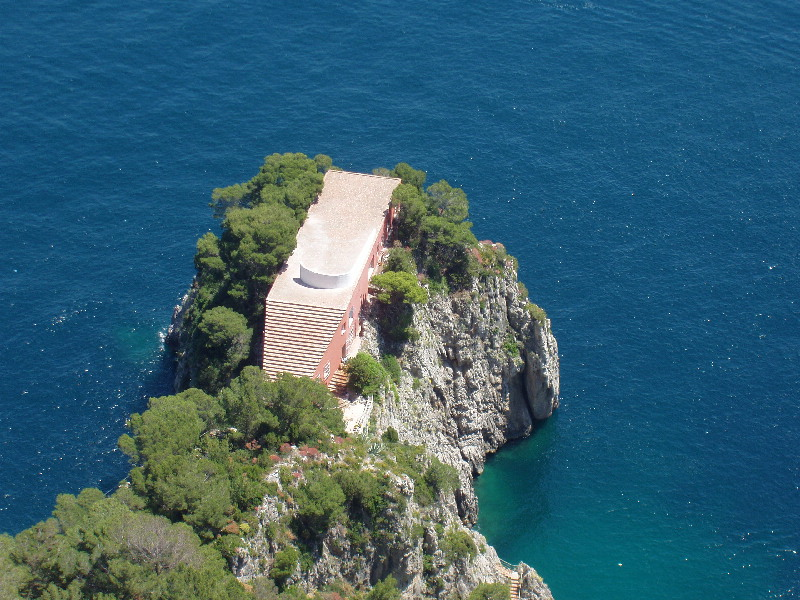
Villa Malaparte

La casa está lejos de cualquier vía de comunicación terrestre, en el extraordinario paraje de Capo Massulo y sus acantilados. Resumió su proyecto al arquitecto responsable de diseñarlo, Adalberto Libera de esta manera: "¡Hazme una casa como yo!" Dirá. Según su amigo Raymond Guérin, esta casa “no es la casa de un voluptuoso, un diletante, un sardanapalo. Es la de un vagabundo, de un aventurero acostumbrado a vivir en tiendas de campaña. Es sobre todo la de un escritor que lucha y se atreve a decir lo que hay que decir. Esta villa, símbolo de su modernidad, así como de su afán de puesta en escena y su gusto por la provocación, servirá de escenario para la película Le Mépris de Jean-Luc Godard.
Desde 1935, debido a su historia de amor con la viuda de Edoardo Agnelli, Virginia Bourbon del Monte (que fallecerá en un accidente de coche en 1945), quizás ya iniciada antes de su encierro y la viudez de ella, chocó varias veces con el progenitor de la de la familia Agnelli, el senador Giovanni Agnelli (fundador de FIAT), quien, amenazando a su nuera con quitarle para siempre el poder sobre sus numerosos hijos, logró evitar un posible matrimonio con el escritor, organizado para 1936. Agnelli le tenía aversión sobre todo por la ruptura de Malaparte con algunos jerarcas del régimen, que el senador seguía apoyando sin reservas por temor a repercusiones en el negocio familiar. Entre los hijos de Virginia, Susanna Agnelli siempre recordó a Malaparte con cariño, mientras que parece que el joven Gianni lo detestaba. Una leyenda, que casi con seguridad no corresponde a la verdad, muy extendida en Turín, quiere en cambio a Umberto Agnelli como hijo natural de Malaparte.
Del original de Sangre de 1937:
- “Tengo horror a la sangre. Cuando era niño, imaginaba que las estatuas estaban hechas como nosotros y que sus venas estaban hinchadas de sangre. Solía cortar los brazos de los querubines de Donatello con una navaja, para sacar la sangre de esa piel blanca y suave. (...) Me corté profundamente la mano y la vista de mi sangre me hizo quedar absorto y feliz. (...) Se necesita un burdel, en una buena ciudad: como se necesita el Ayuntamiento, el Juzgado, las cárceles, el hospital, el cementerio y la casa de empeño”.

En desacuerdo, aunque no abierto (como Ciano, Gentile y Grandi pero no Bottai), con las leyes raciales fascistas de 1938, después de la fundación de Prospettive, también contrató a Alberto Moravia en la redacción (quien luego sería hostil hacia él y lo definiría como un "traidor fascista") y a Umberto Saba, ambos de origen judío (1939).
Viaja a África para un reportaje unos meses en 1939, visitando las colonias del África Oriental Italiana, especialmente Etiopía, conquistada en la reciente guerra. Los artículos se convertirán en el Viaje a Etiopía y otros escritos africanos, reunidos en un solo volumen de memoriales puros y literatura de viajes solo en 2019. En 1941, con El sol es ciego, continuó esta condena del régimen al condenar la agresión italiana contra Francia.
El régimen de Mussolini arrestó a Malaparte de nuevo en 1938, 1939, 1941 y 1943, encarcelándolo en la prisión romana de Regina Coeli.

## Segunda Guerra Mundial

### De 1940 al 8 de septiembre de 1943.Kaputt
Con la entrada de Italia en la Segunda Guerra Mundial, Malaparte fue movilizado con el rango de capitán y asignado al 5.º Regimiento Alpino. Enviado al frente griego en septiembre de 1940, en 1941 comenzó a trabajar como corresponsal del Corriere della Sera. A finales de marzo de 1941 se trasladó a Yugoslavia, donde fue el único corresponsal de guerra extranjero que seguía a las tropas alemanas, como enviado con pasaporte diplomático (probablemente debido a su origen paterno alemán y al conocimiento del idioma). Tras la victoria del Eje, se trasladó a Croacia, donde fue testigo de "la creación y organización del nuevo estado proalemán de Croacia". A principios de junio recibió la orden de llegar a la frontera rumano-soviética en caso de conflicto con la URSS. Desde el inicio de la campaña siguió el avance hacia Besarabia y Ucrania con una división del 11.º Ejército alemán. A finales de año pudo regresar a Italia para pasar las vacaciones con su familia. Por describir de manera realista la campaña en la URSS, fue enviado brevemente de regreso al confinamiento en Lipari, pero luego fue liberado de inmediato. Salió de Roma el 7 de enero de 1942 hacia el frente oriental.
Malaparte, en sus escritos anteriores, ya había adoptado una actitud crítica hacia el régimen nazi y había elogiado la eficiencia del ejército soviético, documentando las condiciones del gueto de Varsovia. Por este motivo las autoridades alemanas no le permitieron acercarse al teatro de operaciones. Ya en febrero Malaparte abandonó el frente oriental. Pasó más de un año en Finlandia. El 25 de julio de 1943 le llegó la noticia de la caída de Mussolini. De regreso a casa, se instaló en su villa de Capri.
Italia seguía luchando junto a los alemanes y Malaparte, por haber convocado una revuelta contra ellos, fue detenido brevemente en Roma. No se sabía mucho sobre la vida de Curzio Malaparte en los años comprendidos entre 1940 y el 8 de septiembre de 1943. Algunos documentos inéditos, procedentes de los archivos estadounidenses, han arrojado luz sobre la relación entre el escritor y las fuerzas estadounidenses estacionadas en Italia. Los artículos que envió desde el frente ucraniano, muchos de los cuales fueron suprimidos, fueron recopilados en 1943 y publicados bajo el título Il Volga nasce in Europa (El Volga nace en Europa). Estas experiencias le proporcionó la base para sus dos libros más famosos, Kaputt (1944) y La pelle (La piel, 1949).
La primera novela autobiográfica, Kaputt, publicada en 1944 por el editor Casella en Nápoles, probablemente su obra más conocida. Esta narración representa un relato vívido y surrealista de los círculos militares y diplomáticos italianos y nazis, así como una acusación enérgica de las atrocidades de la guerra, incluidas las deportaciones y masacres de judíos rumanos.
Malaparte relata hechos vividos realmente por el escritor (como la cena con Hans Frank, el gobernador general de Polonia, luego ahorcado en Núremberg por crímenes de lesa humanidad. Malaparte lo describe sarcásticamente como un "rey de los Polacos" Malaparte deambula por diversas áreas de operación, formalmente como capitán del ejército italiano, pero en realidad desempeña el papel de corresponsal de guerra, lo que lo acerca a la figura de Ernest Hemingway. Malaparte también habla mucho de la vida en la "corte" romana del entonces ministro de Relaciones Exteriores Galeazzo Ciano.
Hizo publicar la novela Kaputt en 1944, poco después del desembarco aliado en Salerno. Este libro relata, con un humor helado y feroz, envuelto en un barroco morboso, su experiencia como corresponsal de guerra en Oriente. Constituye un testimonio cruel y realista de este período en el que Europa fue destruida. El terror y el asombro se mezclan en una realidad mágica: “El lago era como una inmensa losa de mármol blanco sobre la que estaban colocadas cientos y cientos de cabezas de caballo. Las cabezas parecían cortadas con un cuchillo, solas, emergiendo de la corteza de hielo. Todas las cabezas se volvieron hacia la orilla. En los ojos dilatados todavía se podía ver el terror brillando como una llama blanca." Como escribió Henri Barbusse en Le Feu: "Es la verdad de las cosas lo que es una locura". El crítico contemporáneo Gianni Grana señala: “Cabría preguntarse si otro libro europeo ha sido capaz de combinar en este momento tantos reportajes vividos, profesión literaria y amplitud de invención; tanto genio evocador, sentido poético complejo, en la conciencia de la crisis y la derrota de Europa, en la masacre de sus pueblos y la caída definitiva de la civilización cristiana y moderna, eurocéntrica. La novela entrega un testimonio complejo, entre el realismo visionario y la evocación imaginaria: una meditación histórica imbuida de moralismo cristiano, utilizando una cantidad de hechos y emociones registradas en los distintos teatros de los desastres europeos durante el período en que Malaparte estuvo en la prensa como corresponsal de guerra. Pero la presencia, en Europa, víctima de la guerra, del terrible miedo alemán no impide que el escritor opere, a través de su reflexión y su invención, ese desapego necesario para la meditación literaria y lingüística más exigente. Utiliza así una técnica muy sutil de composición de los episodios, encajados unos dentro de otros según una textura refinada y paradójica en la que se inserta una página de reflexión, con sus puntos moralistas, y la evocación ilusionista, que da forma al memorial de descripción de la escenografía de terror. El conjunto está unido por acordes temáticos más amplios, a veces preciosas asonancias musicales y pinturas simbólicas de gran energía figurativa. Espectáculo barroco, o incluso neobarroco contemporáneo, hecho de erudición literaria y pictórica, cuyos elementos cobran una función en la composición del conjunto: todos los detalles contribuyen a la construcción emblemática de pinturas surrealistas, mostrando una realidad absurda y apocalíptica, en tono expresionista."
Kaputt, su descripción novelada de la guerra, subrepticiamente escrita, presenta el conflicto desde la perspectiva de aquellos que estaban condenados a perderla. La descripción de Malaparte queda marcada por sus reflexiones líricas, como cuando encuentra un destacamento de soldados huyendo de un campo de batalla ucraniano:

Cuando los alemanes se asustan, cuando ese misterioso miedo alemán comienza a moverse lentamente bajo sus huesos, siempre despiertan especial horror y compasión. Su apariencia es miserable, su crueldad es triste, su coraje silencioso y desesperado.

### Con los aliados.La piel
En La piel, Malaparte extiende el gran fresco de la sociedad europea que comenzó con Kaputt, donde el escenario es la Europa del Este. En este caso es Italia durante los años de 1943 a 1945. En vez de los alemanes, los invasores son en este caso las fuerzas armadas norteamericanas. El libro, que representa la triunfante inocencia norteamericana frente al fondo de la experiencia europea de destrucción y hundimiento moral. Desde noviembre de 1943 hasta marzo de 1946 estuvo destinado en el Alto Mando estadounidense en Italia como agente de enlace italiano.
- "La experiencia enseña que la peor forma de patriotismo es cerrar los ojos a la realidad y abrir la boca de par en par en himnos y alabanzas hipócritas, que no tienen otro propósito que ocultar los males de uno mismo y de los demás, vivos y reales. (...) Hay dos formas de amar la propia patria: la de decir abiertamente la verdad sobre los males, las miserias, las vergüenzas que sufrimos, y la de esconder la realidad bajo el manto de la hipocresía, negando las plagas, las miserias y la vergüenza [ ...] De las dos formas, prefiero la primera ".

(Curzio Malaparte, El tiempo ilustrado)
Después del 8 de septiembre de 1943, aunque acusado de oportunismo, se puso del lado del gobierno de Badoglio, negándose, como oficial del Ejército Real, a unirse a la República Social Italiana constituida en el norte por Mussolini, apoyado por las tropas del Tercer Reich. En noviembre de 1943 Malaparte fue nuevamente detenido por el Cuerpo de Contrainteligencia (CIC), la contrainteligencia aliada, por sus anteriores actividades diplomáticas. Fue puesto en libertad unos días después, porque se le consideraba intermediario entre Galeazzo Ciano y el gobierno griego en las negociaciones que tuvieron lugar antes de que Italia atacara el país en 1940 y, por tanto, se le consideró al tanto de información útil, así como por el hecho de que ya había mantenido relaciones con los aliados en vista del armisticio.
Desde entonces decidió colaborar oficialmente con el CIC, reportando semanalmente a su gerente, el Coronel Henry Cumming, y siguiéndolo en sus viajes de sur a norte. La colaboración duró hasta el final de la guerra.
- «... la piel repugnante (...) que es la bandera de nuestra patria, de nuestra verdadera patria. Una bandera de piel humana. Nuestra verdadera patria es nuestra piel ".

(de La piel)
En 1944, Malaparte también regresó al ejército italiano del Reino del Sur, como oficial de enlace con el mando aliado del Cuerpo de Liberación de Italia, y con el rango de capitán. La llegada de las fuerzas liberadoras americanas a Nápoles y el profundo estado de postración de la ciudad napolitana, que se liberó tras los cuatro días de 1943, constituyen el núcleo narrativo de la segunda novela autobiográfica, La pelle, escrita entre 1944 y 1945, y publicada en 1949 en las ediciones "Aria d'Italia". Se suponía que el título original sería La peste, pero fue cambiado por ser homónimo con la novela de Albert Camus, publicada en 1947.
La obra, animada por un gran realismo con descripciones de la vida cotidiana y de la humillación moral y física en particular del pueblo napolitano, rozando a veces lo grotesco, macabro y surrealista (como la invención del pez-sirena cocinado por el general) , como un descenso a un verdadero infierno de Dante, fue colocado en el Índice de Libros Prohibidos por la Iglesia Católica en 1950, principalmente debido a una escena del capítulo El viento negro (no se sabe si realmente sucedió), donde Malaparte recuerda el período en el frente ruso, y que representa a un grupo de judíos crucificados a los árboles por los nazis en Ucrania - una dura acusación del cristianismo europeo - y considerado por la Iglesia como blasfemo y ofensivo para la religión.
- “Muchos estaban vestidos con el caftán negro hebreo, muchos estaban desnudos y su carne brillaba castamente en el frío calor de la Luna. Similar al huevo turgente de la vida, que en el cementerio etrusco de Tarquinia los muertos levantan entre dos dedos, símbolo de fecundidad y eternidad, la luna salió de la tierra, flotando en el cielo, blanca y fría como un huevo: iluminando los rostros barbudos, las ojeras negras, las bocas abiertas, los miembros retorcidos de los hombres crucificados. Me levanté sobre los estribos, estiré las manos hacia uno de ellos, intenté sacar con las uñas los clavos que le perforaban los pies. Pero se alzaron voces de indignación y el crucificado gritó: "No me toques, maldito". "No quiero lastimarte", grité, "¡por el amor de Dios, déjame ayudarte!" Una risa horrible corrió de árbol en árbol, de cruz en cruz, y vi las cabezas moviéndose aquí y allá, las barbas temblando y las bocas abriéndose y cerrándose: y oí el crujir de sus dientes".

Además, la descripción de la prostitución infantil desenfrenada, incluso de niños, en el Sur (presente un poco a lo largo de todo libro) y quizás también la comparación entre el sufrimiento de los perros viviseccionados con la crucifixión de Jesús (siempre presente en el capítulo más oscuro del libro). El capítulo El viento negro, sobre el fin de los judíos ucranianos le pareció excesiva al Santo Oficio (también en el capítulo El juicio habla de un Mussolini "crucificado" en una pesadilla).
Antes del inicio de La Pelle, Malaparte colocó la siguiente dedicatoria a sus camaradas estadounidenses, en la que leemos una condena implícita de todas las guerras, definidas como inútiles:
- "A la afectuosa memoria del coronel Henry H. Cumming, de la Universidad de Virginia, y de todos los buenos y honestos soldados estadounidenses, mis compañeros de armas desde 1943 hasta 1945, que murieron en vano por la libertad de Europa".

Como epígrafe del libro, utilizó otras dos frases: una de Esquilo: "Si respetan los templos y los dioses de los vencidos, los vencedores se salvarán", una referencia crítica al comportamiento de los aliados hacia la población italiana y los prisioneros alemanes; de hecho, no escatima duras críticas por el comportamiento de los militares angloamericanos y de los demás aliados con los que ya se había alineado; la otra en francés de Paul Valéry "Ce qui m'intéresse n'est pas toujours ce qui m'importe"("No siempre me interesa lo que me importa").
Posteriormente, como corresponsal del periódico comunista l'Unità (gracias a la simpatía personal mutua con Palmiro Togliatti, a pesar de haber sido en el pasado odiado por Gramsci y otros eminentes comunistas), bajo el seudónimo de Strozzi, recordó los hechos. de los francotiradores florentinos, que dispararon contra los estadounidenses desde la orilla norte del Arno para evitar que cruzaran el Ponte Vecchio; se trataba de un grupo de jóvenes soldados del RSI (incluso aquí el escritor mira más allá de las contingencias del momento, alabando la valentía de los enemigos), luego fusilados por los partisanos.
Junto a Cumming, asiste a la exposición del cuerpo de Mussolini en el Piazzale Loreto de Milán, y a la posterior masacre provocada por la multitud, junto a la de los jerarcas y de su amante Clara Petacci. Lo narrará de manera ficticia y cruda tanto en La pelle como en el póstumo Muss. Retrato de un dictador, en que también afirma haber visto el cuerpo del Duce en la morgue.
- "No me importaba que hubiera cometido un error, que hubiera cubierto Italia de ruinas, que hubiera arrastrado al pueblo italiano a la miseria más atroz. Sentí lástima por todos los italianos, pero no por esa muchedumbre inmunda. E incluso si esa multitud de cobardes hubiera estado formada por millones y millones de italianos, no me habría importado. Casi me gustaría pensar que esta muchedumbre asquerosa recibió lo que se merecía. No era una multitud de víctimas inocentes, sino de cómplices. No me importaba que esa muchedumbre sucia tuviera sus casas en ruinas, sus familias esparcidas y se muriera de hambre, porque tal muchedumbre se lo merecía. Todos habían sido sus cómplices. Hasta el final. Incluso quienes lo habían combatido habían sido sus cómplices hasta el momento de la tragedia. No me importaba que fuera el hambre, el miedo, la angustia lo que había convertido a esa multitud de hombres en hienas viles y feroces. Cualquiera que fuera la razón que había convertido a esa multitud en una muchedumbre sucia que la había empujado a escupir y excretar sobre su cadáver, no me importaba. Estaba de pie en el jeep, apretujado entre esa multitud bestial. Cumming apretó mi brazo, estaba pálido como la muerte, y apretó mi brazo. Empecé a vomitar. Fue lo único que pude hacer. Vomité en el jeep y Cumming me apretó el brazo, estaba pálido como la muerte y me apretó el brazo. "Pobre Muss", dije en voz baja, apoyándome con ambas manos en la fría mesa de mármol.

(de Muss. Retrato de un dictador)
Dará tres definiciones de él: «El Gran Camaleón. La gran bestia de Italia. El Gran Imbécil ", esto último se incluirá en el título del apéndice de Muss. Concluyendo con "Te amo, porque amo a los hombres caídos y humillados".
- "No porque me guste presenciar el espectáculo de la miseria y la humillación de los demás, sino porque el hombre es tolerable, aceptable, sólo en la miseria y la humillación. El hombre de la suerte, el hombre sentado en el trono de su orgullo, su poder, su felicidad, el hombre vestido con sus atavíos y su insolencia como ganador, el hombre sentado en el capitolio, para usar una imagen clásica, es repulsivo."

(de La piel)
En Roma, en Piazza Colonna, conoció al presunto "asesino de Mussolini", el ex comandante partisano comunista Walter Audisio, que se había convertido en miembro del PCI, y lo describió como "con cara de estúpido y cobarde".

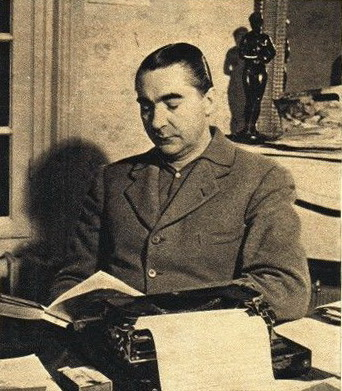
Curzio Malaparte 1950

## Después de la guerra
El muy convulso período de posguerra le dio a Malaparte la idea de escribir para el teatro. Huyendo a París (30 de junio de 1947 - noviembre de 1949), sin duda en un deseo de romper con la Italia de la época, escribió el Diario de un extranjero en París, y obras de teatro sin demasiado éxito. Su obra Du Côté de chez Proust, basada en la vida de Marcel Proust y Das Kapital, trataba de un retrato de Karl Marx. Du côté de chez Proust (1948) y Das Kapital (1949). A su regreso a su país natal en 1949, ejerció su propio brío toscano como columnista en editoriales semanales, el Battibecco de 1949 a 1955.
1950 sigue siendo una fecha importante tanto para Malaparte como para Pavese. La actriz estadounidense Jane Sweigard, desatendida por Malaparte, se suicida. Pavese, se suicida por otra actriz estadounidense, Constance Dowling. Sus destinos se entrecruzan en la vida y la escritura: “No nos matamos por amor a una mujer. Nos matamos porque un amor, cualquier amor, nos revela nuestra desnudez, nuestra miseria, nuestro desamparo, nuestra nada."
Luego, filma su única película, El Cristo Prohibido (Il Cristo proibito) que se estrenó en las pantallas en 1950 protagonizada por Raf Vallone y Alain Cuny. Se presentó en el Festival de Cine de Cannes al año siguiente y le reportó un moderado éxito. Ganó el premio especial Ciudad de Berlín en el Festival de Cine de Berlín en 1951. En la historia, un veterano de guerra vuelve a su pueblo para vengar la muerte de su hermano, asesinado por los alemanes. Se estrenó en Estados Unidos en 1953 como Strange Deception, y fue elegida como una de las mejores cinco películas extranjeras por el National Board of Review.
En estos años de posguerra, el cineasta Malaparte, siempre a la manera de un periodista, vuelve a poner de relieve la actualidad candente y preocupante de la Italia de los años 50, las relaciones conflictivas entre el deseo de justicia, el resentimiento hacia el pasado y el deseo de paz.
A partir de 1945, Malaparte intentó acercarse al Partido Comunista. Solicita la membresía que es rechazada por el partido. Después del establecimiento de la República Popular China en 1949, Malaparte se interesó en la versión maoísta del comunismo. En 1957 se embarcó en un viaje a la URSS y la China comunista, invitado a conmemorar al escritor Lu Xun. No siguió los itinerarios de exploración del Tíbet y China marcados por Giuseppe Tucci, sino que se limitó a recorrer las ciudades y el campo, y observar con entusiasmo los fermentos revolucionarios, fascinado por el espíritu populista y patriótico. Entrevistó a Mao Zedong, pidiendo la libertad para un grupo de sacerdotes y arrestados cristianos, y la obtuvo. Describió a Mao como "generoso".
Sin embargo, nunca mostró aprecio por Stalin o Jruschov, sino sólo por los chinos, como pueblo chino considerado por él como "hermano" y adorado temperamentalmente. Vio los errores, pero solo la reconstrucción del país tras los estragos de la guerra, además de experimentar el encanto del ruralismo que le recordaba a Strapaese.
Sus artículos enviados desde China a Maria Antonietta Macciocchi, aunque alaban el socialismo, no fueron publicados en "Vie Nuove" debido a la oposición de Calvino, Moravia, Ada Gobetti y otros intelectuales, que habían escrito una petición a Togliatti para que "el fascista Malaparte" no publicara en una revista comunista. El ambiente de los comunistas "recuperadores" nunca le perdonó la intransigencia de 1924 y que nunca pronunciase una abjuración pública sobre su pasado. Debido a su pasado fascista, sus obras gozaron de poca consideración en Italia durante muchos años.

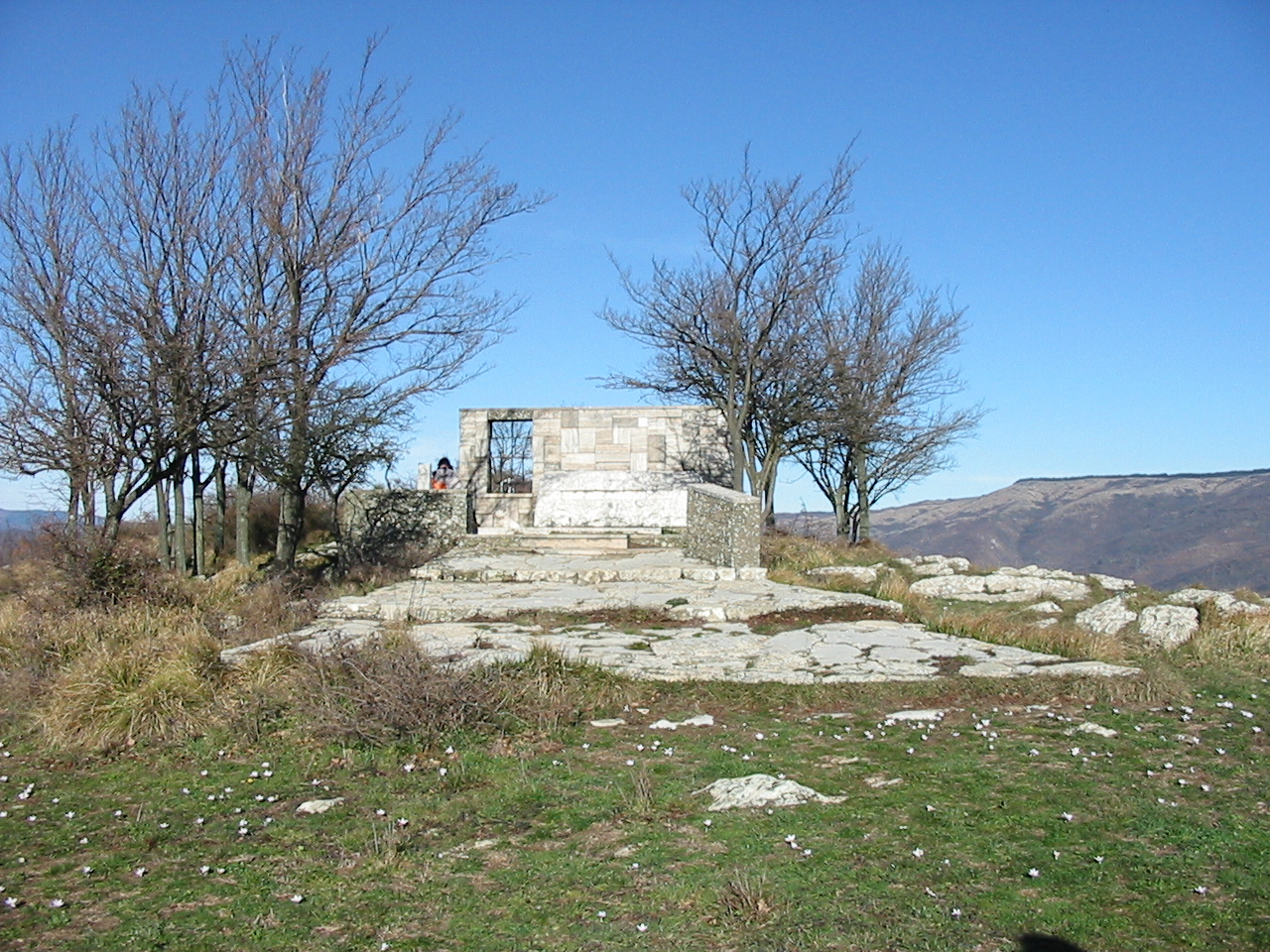
Tumba de Malaparte

En el transcurso de 1957 tuvo que regresar rápida y anticipadamente a Italia, debido a la enfermedad pulmonar que lo atormentaba, una pleuresía ahora crónica en el pulmón izquierdo; inicialmente fue tratado con gran solicitud en China en los hospitales de Chongqing y Beijing, luego lo acompañaron en un vuelo personal a Roma (11 de marzo). El material recopilado durante este viaje se utilizó para la publicación póstuma de Io in Russia e in Cina (Yo en Rusia y en China), su diario de los acontecimientos en 1958. También tuvo que renunciar a su viaje planeado a los Estados Unidos.
De regreso a su tierra natal, la hospitalización en la clínica Sanatrix de Roma lo llevó "a una cama que ya no podía pagar," lo que haría por él el director y dueño de Il Tempo, Renato Angiolillo, su viejo amigo, recuerda Umberto Cecchi.
El último libro de Malaparte, Maledetti toscani (Malditos toscanos), es un ataque a la cultura burguesa, apareciendo en 1956. También produjo el espectáculo de variedades Sexophone y planeó cruzar los Estados Unidos en bicicleta. Poco antes de su muerte, Malaparte completó la preparación de otra película, Il Compagno P. (El compañero P.).

Murió de cáncer después de un viaje a la China comunista en 1957. En su cama de hospital, reiteró su solicitud de afiliación al Partido Comunista que fue, esta vez, aceptada por Palmiro Togliatti y legó su famosa casa al pueblo de la República de China. Un mes antes de su muerte, el 8 de junio de 1957, recibió el bautismo e hizo su primera comunión en la Iglesia católica, después de haber renunciado a lo que la Iglesia había condenado en sus escritos.

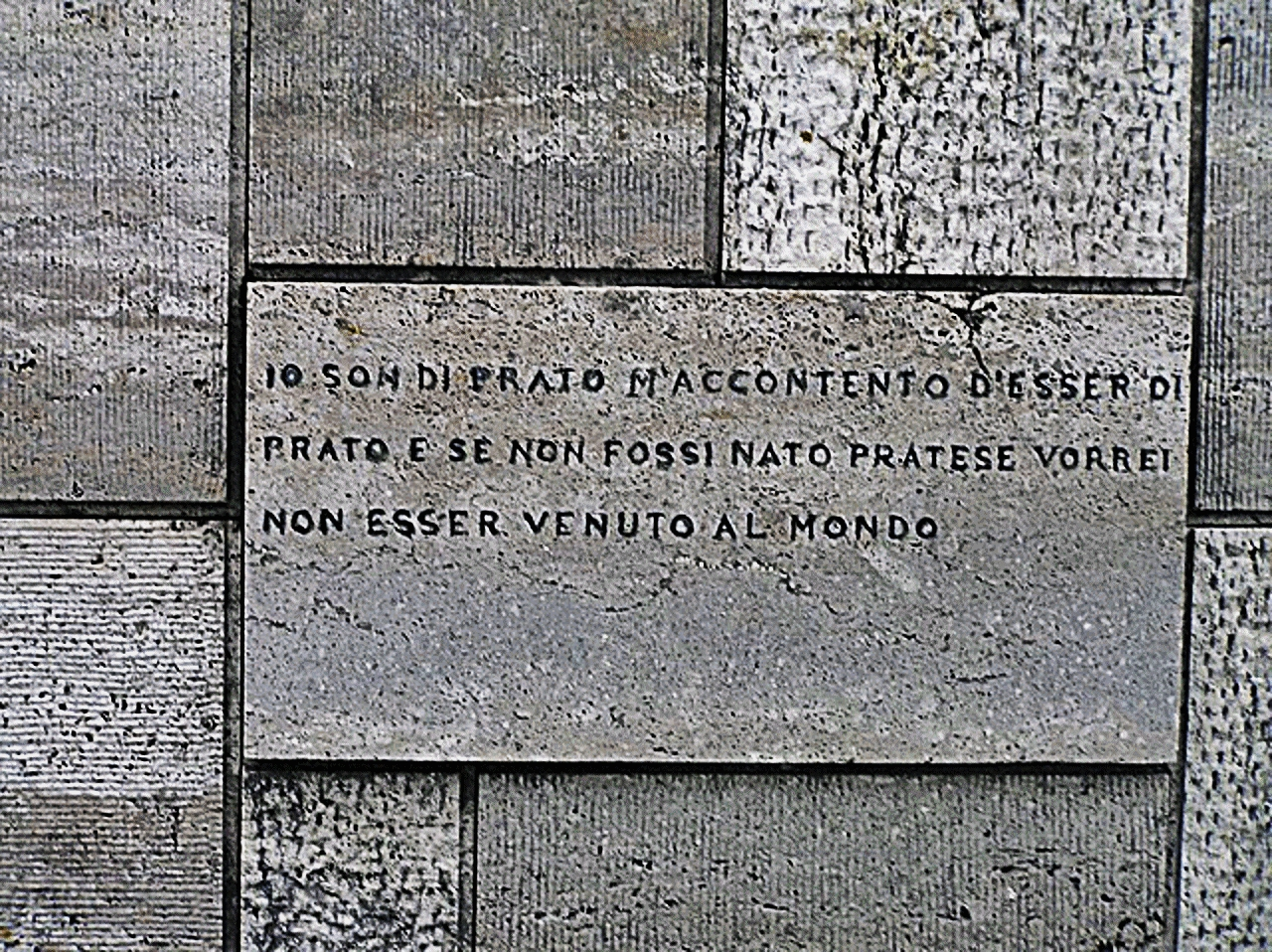
Epitafio en el mausoleo de Malaparte

En 1959 se publicó una obra póstuma: Hay algo podrido (Mamma Marcia), que se presenta como un diálogo con su madre moribunda. Estos controvertidos textos revelan la profunda decepción, la desilusión de un soldado después de dos guerras mundiales. Es un auténtico diluvio verbal de estilo deslumbrante, en el que el autor dialoga con los muertos. “Se convirtió al catolicismo y al mismo tiempo tomó la tarjeta del Partido Comunista, ¡todo en su lecho de muerte! Murió de cáncer de pulmón a la edad de 59 años.
Su cuerpo descansa desde 1961 en un sarcófago blanquecino de piedra local que fue transportado en helicóptero a un mausoleo destinado a tal efecto, en las alturas de Figline di Prato, entre Schignano y Vaiano, cerca de Vernio, sobre el valle de Bisenzio. En una pared está escrito, según su testamento: "Me gustaría tener mi tumba allá arriba, en lo alto de Spazzavento" ("agudo y enojado" según el propio Malaparte), "para levantar la cabeza de vez en cuando al tiempo y escupir en la corriente fría de la tramontana”.
"Un espejo que este cielo toscano, tan cerca que el más mínimo aliento lo empaña ..."
- Curzio Malaparte, Maledetti Toscani

## Obras principales

### Ensayo
- Viva Caporetto!, Prato: Stabilimento Lito-Tipografico Martini, 1921, luego republicado con el título La rivolta dei santi maledetti ("La revuelta de los santos malditos", Aria d'Italia, 1921)
- Le nozze degli eunuchi, Roma: La Rassegna Internazionale, 1922
- L'Europa vivente, Florencia: La Voce, 1923; en L'Europa vivente e altri saggi politici, Florencia: Vallecchi, 1923
- Italia barbara, Torino: Piero Gobetti, 1925; Roma: La Voce, 1927
- Intelligenza di Lenin, Milano: Treves, 1930
- Technique du coup d'état, París: Bernard Grasset, 1931, 1948; publicado primero en francés y luego traducido al italiano como Tecnica del colpo di Stato, Milano: Bompiani, 1948
- I custodi del disordine, Torino: Fratelli Buratti Editori, 1931
- Le bonhomme Lénine, París: Bernard Grasset, 1932; publicado primero en francés y luego traducido al italiano como Lenin buonanima, Florencia: Vallecchi
- Mussolini segreto (Mussolini in pantofole), Roma: Istituto Editoriale di Cultura, 1944; publicado bajo el pseudónimo de "Candido"
- Il sole è cieco ("El sol está ciego"), Vallecchi, 1947
- Deux chapeaux de paille d'Italie, París: Denoel, 1948, publicado en francés
- Les deux visages d'Italie: Coppi et Bartali, 1949; publicado en francés y luego traducido al italiano como Coppi e Bartali. Milano: Adelphi, 2009
- Due anni di battibecco, 1955
- Maledetti toscani, Florencia: Vallecchi, 1956, 1959
- Io, in Russia e in Cina, 1958; Florencia: Vallecchi
- Mamma marcia, 1959; Florencia, Vallecchi; con Lettera alla gioventù d'Europa e Sesso e libertà, postfazione di Luigi Martellini, Milano: Leonardo, 1990, 1992
- L'inglese in paradiso, Florencia: Vallecchi, 1960. Contiene los opúsculos incompletos Gesù non conosce l'arcivescovo di Canterbury y L'inglese in paradiso. Reúne artículos publicados entre 1932 y 1935 en el «Corriere della Sera», algunos bajo el seudónimo de Candido.
- Benedetti italiani, 1961; Florencia, Vallecchi
- Viaggi fra i terremoti, Florencia, Vallecchi, 1963
- Journal d'un étranger à Paris, en francés primero, 1966; en italiano, como Diario di uno straniero a Parigi, Florencia: Vallecchi
- Battibecco. 1953-1957, Milano, Aldo Palazzi, 1967
- Il battibecco: inni, satire, epigrammi, Torino, Fògola, 1982

### Narrativa
- Avventure di un capitano di sventura, Roma: La Voce, 1927, al cuidado de Leo Longanesi
- Don Camaleo, Génova: rivista La Chiosa diretta da Elsa Goss 1928 (después en Don Camaleo e altri scritti satirici, Florencia: Vallecchi, 1946)
- Sodoma e Gomorra, Milano: Treves, 1931
- Fughe in prigione, Florencia: Vallecchi, 1936
- Sangue, Florencia: Vallecchi, 1937
- Donna come me, Milano: Mondadori, 1940; Florencia: Vallecchi, 2002
- Il sole è cieco, Milano: Il Tempo, 1941; Florencia: Vallecchi, 1947
- Il Volga nasce in Europa, Milano: Bompiani, 1943; in Il Volga nasce in Europa e altri scritti di guerra, Florencia: Vallecchi
- Kaputt, Napoli: Casella, 1944; Milano: Daria Guarnati, 1948; Vallecchi, Florencia 1960, 1966; Adelphi, 2009
- La pelle (La piel), Roma-Milano: Aria d'Italia, 1949, 1951; Florencia: Vallecchi, 1959; Milano: Garzanti, 1967; Milano: Adelphi, 2010
- Storia di domani, Roma-Milano: Aria d'Italia, 1949
- Racconti italiani, 1957; Florencia: Vallecchi
- Il Ballo al Kremlino, Florencia: Vallecchi, 1971; Milano: Adelphi, 2012. Novela incompleta que debía formar parte de una trilogía formada por Kaputt (1944) y La pelle (1949). Es un retrato de la "nobleza marxista" a fines de los años veinte.
- Muss. Il grande imbecille (1999) Luni Editrice, ISBN 8879841777, ISBN 978-8879841771

### Teatro
- Du côté de chez Proust. Impromptu en un acte, en francés. París: Théâtre de la Michodière, 1948
- Das Kapital. Pièce en trois actes, en francés. París: Théâtre de Paris, 1949
- Anche le donne hanno perso la guerra, 1954, con la Compañía Italiana de Prosa, Guido Salvini (director), Lilla Brignone, Salvo Randone y Gianni Santuccio en el Teatro La Fenice para la Bienal de Venecia

### Poesía
- L'Arcitaliano, Florencia e Roma: La Voce, 1928, al cuidado de Leo Longanesi (después en L'Arcitaliano e tutte le altre poesie), Florencia: Vallecchi, 1963
- Il battibecco, Roma-Milano: Aria d'Italia, 1949

### Cine
- Director de Il Cristo proibito, Italia, 1951
- Călătoria lui Gruber, Romania, 2009